# Eduardo Abaroa (artista)
Eduardo Abaroa Hurtado (Ciudad de México, 1968) es escritor y artista mexicano que trabaja en los campos de escultura, instalación artística y performance.
Nacido en Ciudad de México en 1968, Abaroa se graduó en la Escuela Nacional de Artes Plásticas de la Universidad Autónoma Nacional de México (UNAM) en 1999 y se graduó en Máster de Bellas Artes del Instituto de California de las Artes (Valencia, California) en 2001. Su trabajo ha sido expuesto en México, los Estados Unidos, España, Alemania, el Reino Unido, Canadá, Corea del Sur, y otros países. Como escritor, ha aportado textos en catálogos para exposiciones de los artistas Francis Alÿs, Melani Smith, Pablo Vargas Lugo, Tercerunquinto, y Dr. Lakra, entre otros. También fue un escritor crítico en el diario Reforma y ha escrito para otras publicaciones como Curare, Código 06140, Moho, La Tempestad, la Revista de Protesta & de Estéticas, y la revista argentina Ramona.
Abaroa fue miembro fundador del espacio alternativo organizado para artistas Temístocles 44, junto con Pablo Vargas Lugo, Abraham Cruzvillegas, Daniela Rossell, y Sofía Táboas. Fundado en 1993 en una casa abandonada propiedad de Haydee Rovirosa en Polanco, Temístocles 44 era un espacio donde se desarrollaban exposiciones, discusiones de artista, conferencias, charlas y talleres informales. Este grupo de artistas renovó el arte mexicano a través de la negación de pintar a favor de otros medios. Inspirados en los medios de comunicación crearon trabajos efímeros.
Abaroa dirigió el noveno Simposio Internacional de Teoría Sobre Arte Contemporáneo (SITAC) en Ciudad de México.